# Tomáš Necid
Tomáš Necid (Praga, Checoslovaquia, 13 de agosto de 1989) es un futbolista checo que juega como delantero en el S. K. Slavia Praga B de la Liga Nacional de Fútbol de la República Checa.

## Selección nacional
Ha sido internacional con la selección de la República Checa en 44 ocasiones en las que ha anotado 12 goles. Participó en las Eurocopas de 2012 y 2016.

### Participaciones en Eurocopas
| Copa          | Sede              | Resultado        | Partidos | Goles |
| ------------- | ----------------- | ---------------- | -------- | ----- |
| Eurocopa 2012 | Polonia · Ucrania | Cuartos de final | 0        | 0     |
| Eurocopa 2016 | Francia           | Primera fase     | 3        | 0     |

## Clubes
| Club                            | País            | Año       |
| ------------------------------- | --------------- | --------- |
| S. K. Slavia Praga              | República Checa | 2006-2009 |
| F. K. Baumit Jablonec (cedido)  | República Checa | 2008      |
| PFC CSKA Moscú                  | Rusia           | 2009-2015 |
| PAOK de Salónica F. C. (cedido) | Grecia          | 2013      |
| S. K. Slavia Praga (cedido)     | República Checa | 2014      |
| PEC Zwolle (cedido)             | Países Bajos    | 2014      |
| PEC Zwolle                      | Países Bajos    | 2015      |
| Bursaspor                       | Turquía         | 2015-2018 |
| Legia Varsovia (cedido)         | Polonia         | 2017      |
| S. K. Slavia Praga (cedido)     | República Checa | 2017-2018 |
| ADO Den Haag                    | Países Bajos    | 2018-2020 |
| Bohemians 1905                  | República Checa | 2020-2024 |
| F. K. Viktoria Žižkov           | República Checa | 2024-2025 |
| S. K. Slavia Praga B            | República Checa | 2025-     |

## Palmarés

### Títulos nacionales
| Título                               | Club               | País            | Año     |
| ------------------------------------ | ------------------ | --------------- | ------- |
| Liga de Fútbol de la República Checa | S. K. Slavia Praga | República Checa | 2007-08 |
| Liga de Fútbol de la República Checa | S. K. Slavia Praga | República Checa | 2008-09 |
| Supercopa de Rusia                   | PFC CSKA Moscú     | Rusia           | 2009    |
| Copa de Rusia                        | PFC CSKA Moscú     | Rusia           | 2008-09 |
| Copa de Rusia                        | PFC CSKA Moscú     | Rusia           | 2010-11 |
| Liga Premier de Rusia                | PFC CSKA Moscú     | Rusia           | 2012-13 |
| Copa de Rusia                        | PFC CSKA Moscú     | Rusia           | 2012-13 |
| Copa de la República Checa           | S. K. Slavia Praga | República Checa | 2017-18 |